# Alejandro Falla
Alejandro Falla (Cali, 14 de Novembro de 1983) é um tenista profissional colombiano.
Alejandro Falla é o principal nome do tênis colombiano, atualmente é o número 2 do país e lidera a equipe da Colombia na Copa Davis, junto com Santiago Giraldo, possui 3 titulos de simples, em Challengers, em 2001 foi campeão do Roland Garros juvenil em duplas com Carlos Salamanca também da Colombia.
Em 2011 furou o qualifying de Roland Garros e chegou até as oitavas-de-final. Encerrou o ano de 2011 como o número 74 do mundo.

## ATP Tour finais

### Simples: 2 (0–2)
| Legenda                           |
| --------------------------------- |
| Grand Slam (0–0)                  |
| ATP World Tour Finals (0–0)       |
| ATP World Tour Masters 1000 (0–0) |
| ATP World Tour 500 series (0–0)   |
| ATP World Tour 250 series (0–2)   |

| Títulos por Piso |
| ---------------- |
| Duro (0–1)       |
| Saibro (0–0)     |
| Grama (0–1)      |
| Carpete (0–0)    |

| Resultado | N. | Data          | Torneio                               | Piso  | Oponente      | Placar             |
| --------- | -- | ------------- | ------------------------------------- | ----- | ------------- | ------------------ |
| Vice      | 1. | 21 Julho 2013 | Claro Open Colombia, Bogotá, Colômbia | Hard  | Ivo Karlović  | 3–6, 6–7(4–7)      |
| Vice      | 2. | 15 Junho 2014 | Gerry Weber Open, Halle, Alemanha     | Grama | Roger Federer | 6–7(2–7), 6–7(3–7) |

### Duplas: 1 (0–1)
| Legenda                           |
| --------------------------------- |
| Grand Slam (0–0)                  |
| ATP World Tour Finals (0–0)       |
| ATP World Tour Masters 1000 (0–0) |
| ATP World Tour 500 Series (0–0)   |
| ATP World Tour 250 Series (0–1)   |

| Títulos por Piso |
| ---------------- |
| Duro (0–1)       |
| Saibro (0–0)     |
| Grama (0–0)      |
| Carpete (0–0)    |

| Resultado | N. | Data              | Torneio                 | Piso | Parceiro       | Oponente                | Placar           |
| --------- | -- | ----------------- | ----------------------- | ---- | -------------- | ----------------------- | ---------------- |
| Vice      | 1. | 13 Fevereiro 2011 | SAP Open, San Jose, EUA | Duro | Xavier Malisse | Scott Lipsky Rajeev Ram | 4–6, 6–4, [8–10] |

## Challengers

### Simples
| Legenda (Simples)      |
| Grand Slam (0)         |
| Tennis Masters Cup (0) |
| ATP Masters Series (0) |
| ATP Tour (0)           |
| Challengers (5)        |
| Futures (3)            |

| N. | Data              | Torneio      | Piso   | Oponente na final | Placar        |
| 1. | Janeiro 13, 2003  | San Salvador | Saibro | Jorge Aguilar     | 6–4, 6–4      |
| 2. | Maio 26, 2003     | Pereira      | Saibro | Thiago Alves      | 7–5, 6–3      |
| 3. | Outubro 13, 2003  | Bogotá       | Saibro | Marco Mirnegg     | 7–5, 6–3      |
| 4. | Março 8, 2004     | Bogotá       | Saibro | Adrián García     | 4–6, 6–1, 6–2 |
| 5. | Março 29, 2004    | Salinas      | Duro   | Gilles Müller     | 6–7, 6–2, 6–2 |
| 6. | Abril 24, 2006    | Bogotá       | Saibro | André Sá          | 6–4, 6–2      |
| 7. | Setembro 20, 2009 | Cali         | Saibro | Horacio Zeballos  | 6–3, 6–4      |
| 8. | Outubro 18, 2009  | Rennes       | Duro   | Thierry Ascione   | 6–3, 6–2      |

## Ligações Externas
Perfil na ATP (em inglês)